# Joan Sztojanov
Joan Sztojanov (Plovdiv, 2001. május 22. –) bolgár válogatott labdarúgó, a Hapóél Beér-Seva játékosa, középpályás.

## Pályafutása

### Klubcsapatokban
Sztojanov kisgyerekként Izraelbe költözött, itt is kezdett el futballozni. 20 évesen csatlakozott a Hapóél Kfar Szabához. 2022-ben igazolt a Hapóél Beér-Sevához.

### Válogatottban
Kettős állampolgársága révén választhatott Izrael és Bulgária válogatottja között, végül utóbbit, szülőhazáját választotta.
2022. szeptember 23-án mutatkozott be Gibraltár ellen, egy Nemzetek Ligája mérkőzésen.

#### Mérkőzései a bolgár válogatottban
megjegyzés Az eredmények a bolgár válogatott szemszögéből értendők.
| #   | Dátum                | Ellenfél        | Eredmény | Kiírás               | Esemény |
| --- | -------------------- | --------------- | -------- | -------------------- | ------- |
| 1.  | 2022. szeptember 23. | Gibraltár       | 5 – 1    | UEFA Nemzetek Ligája | 60'     |
| 2.  | 2022. szeptember 26. | Észak-Macedónia | 1 – 0    | UEFA Nemzetek Ligája | 82'     |
| 3.  | 2022. november 16.   | Ciprus          | 2 – 0    | barátságos           | 62'     |
| 4.  | 2022. november 20.   | Luxemburg       | 0 – 0    | barátságos           |         |
| 5.  | 2023. március 24.    | Montenegró      | 0 – 1    | Eb-selejtező         |         |
| 6.  | 2023. március 27.    | Magyarország    | 0 – 3    | Eb-selejtező         |         |
| 7.  | 2023. június 17.     | Litvánia        | 1 – 1    | Eb-selejtező         | 81'     |
| 8.. | 2023. szeptember 10. | Montenegró      | 1 – 2    | Eb-selejtező         | 63'     |

## Sikerei, díjai
- Hapóél Beér-Seva
  - Izraeli labdarúgó-szuperkupa: győztes (2022)